# Pristinamycine
Pristinamycine sind eine Gruppe von antibiotisch wirksamen Substanzen, die im Sekundärstoffwechsel einer Reihe von Arten der Streptomyces und Actinoplanes entstehen. Man kennt sie seit den späten 1950er Jahren. Pristinamycine zählen zu den Streptograminen.

## Struktur
Die Pristinamycine unterteilen sich in zwei Gruppen, die Pristinamycine I und II. Die Pristinamycine I zählen zur Gruppe der B-Streptogramine, die verzweigte Cyclohexadepsipeptide aus der Klasse der Peptid-Antibiotika darstellen. Die Pristinamycine II gehören zur Gruppe der A-Streptogramine, die mehrfach ungesättigte Macrolactone darstellen und zur Gruppe der Polyketide zählen. Die einzelnen Verbindungen jeder Gruppe unterscheiden sich geringfügig in einigen Substituenten, funktionellen Gruppen oder Aminosäurenkomponenten.
| Pristinamycin IA                                                   | Pristinamycin IB                        | Pristinamycin IC                        | Pristinamycin IIA                                                                  | Pristinamycin IIB                         |
| ------------------------------------------------------------------ | --------------------------------------- | --------------------------------------- | ---------------------------------------------------------------------------------- | ----------------------------------------- |
|                                                                    |                                         |                                         |                                                                                    |                                           |
| CAS-Nr.: 3131-03-1                                                 | CAS-Nr.: 57206-54-9                     | CAS-Nr.: 28979-74-0                     | CAS-Nr.: 21411-53-0                                                                | CAS-Nr.: 21102-49-8                       |
| Synonyme: Streptogramin B Mikamycin B Ostreogrycin B Vernamycin Bα | Synonyme: Ostreogrycin B2 Vernamycin Bβ | Synonyme: Ostreogrycin B1 Vernamycin Bγ | Synonyme: Virginiamycin M1 Streptogramin A Mikamycin A Ostreogrycin A Vernamycin A | Synonyme: Virginiamycin M2 Ostreogrycin G |

## Wirkung und Biosynthese
Beide Substanzgruppen für sich besitzen bakteriostatische Aktivität, indem sie die bakterielle Proteinsynthese blockieren. In Kombination allerdings wirken die Komponenten synergistisch, wobei die Aktivität um ein Hundertfaches ansteigt und die Wirkung letztlich eine bakterizide ist.
Pristinamycin I und Pristinamycin II werden in einem Verhältnis von circa 30:70 von Streptomyces pristinaespiralis gebildet. Diese natürlich vorkommende Substanz wird als Arzneistoff zur Behandlung von Infektionen mit entsprechend empfindlichen Keimen verwendet.
Das Pristinamycin-Biosynthesegencluster ist mit  circa 210 kb das größte bisher bekannte Antibiotika-Supercluster. Innerhalb dieser Genregion liegen die Gene, die für die Biosynthese von Pristinamycin I bzw. II kodieren nicht gemeinsam geclustert vor, sondern sind über die gesamte 210 kb-Region verstreut. Des Weiteren ist die Biosynthesegenregion durch ein kryptisches Typ II Polyketid-Biosynthesegencluster unterbrochen.

## Derivate
Die teilsynthetischen, besser wasserlöslichen Abkömmlinge des Pristinamycins, Quinupristin und Dalfopristin, werden als fixe Kombination in der Behandlung von Infektionen mit  multiresistenten Erregern – z. B. Vancomycin-resistenten Stämmen (VRSA) – verwendet. Mit gleicher Indikation wird die Kombination zweier weiterer teilsynthetischer Derivate, Flopristin und Linopristin, entwickelt.